# پیش‌ستون

پیش‌ستون

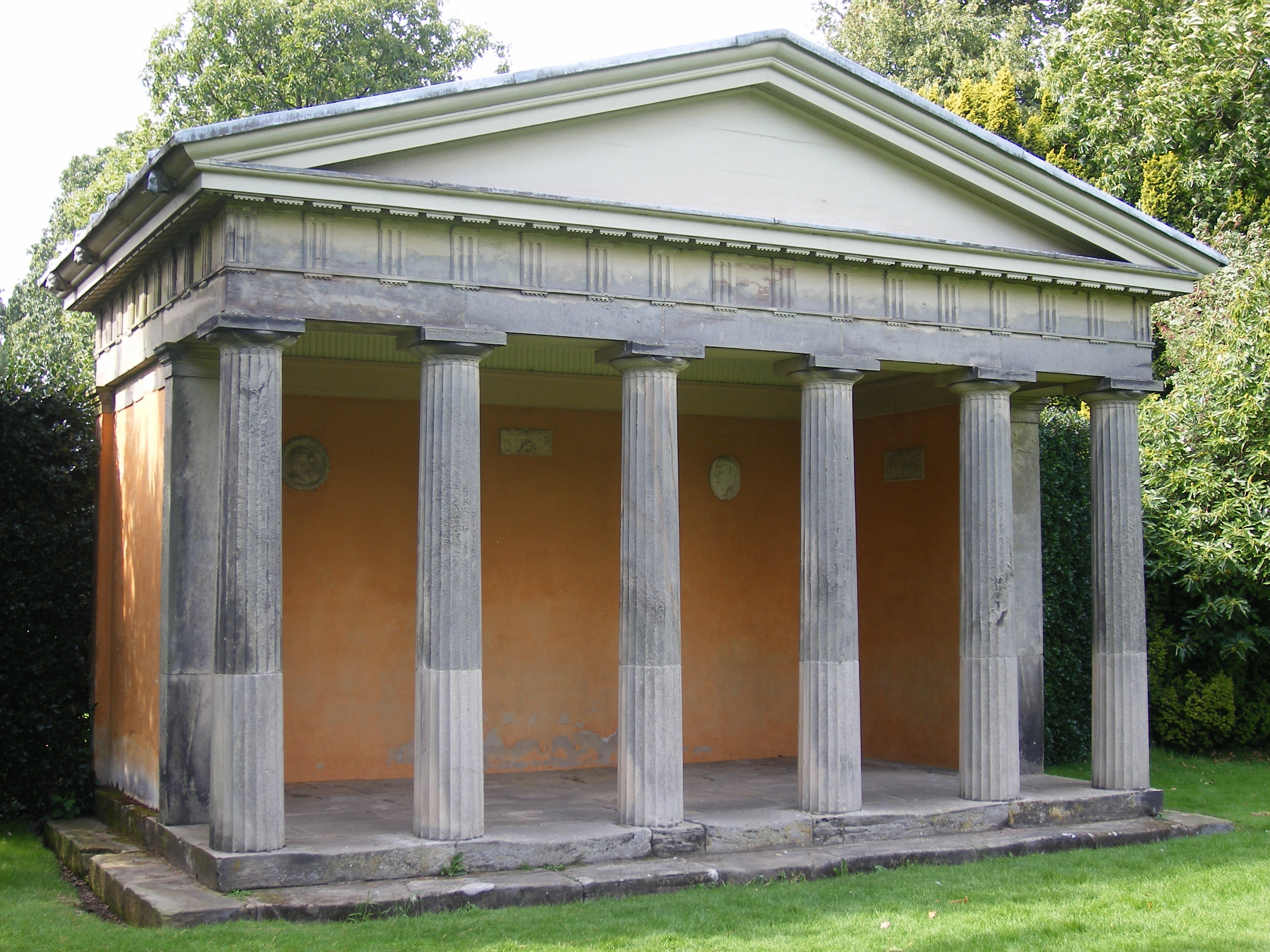
یک بنای پیش‌ستون‌دار در شیوه دوریسی.

پیش‌ستون در معماری به یک رشته ستون گفته می‌شود که در جلوی ایوان ورودی ساختمان‌ها ساخته می‌شود و معمولاً پیرامون این ستون‌ها باز است. بنای پیش‌ستونی ممکن است دارای سقفی باشد که ادامه سقف ساختمان اصلی است یا ممکن است بدون سقف و جدا از بنای اصلی ساخته شود.
به محوطه ایوان‌مانند پیش‌ستون‌ها، رواق ورودی یا «پیش‌خان ستوندار» می‌گویند.

## تاریخچه
از پیش‌ستون در معماری کلاسیک اروپایی نخستین بار در نیایشگاه‌های اتروسکی و یونانی استفاده شد و سپس رومی‌ها نیز این عنصر را در بناهای خود به‌کار بردند.
خاستگاه این سبک احتمالاً جزایر شرقی یونان و سده هشتم پیش از میلاد بوده‌است هرچند نمونه‌های بسیاری از پیش‌ستون‌های باستانی نیز در جنوب ایتالیا یافت شده‌است.

## نمونه‌ها
معبد آتنا نیکه در آکروپولیس یونان از نمونه‌های بناهای پیش‌ستون‌دار است.